# Berniniella borhidii
Berniniella borhidii är en kvalsterart som beskrevs av Sandór Mahunka och Palacios-Vargas 1998. Berniniella borhidii ingår i släktet Berniniella och familjen Oppiidae. Inga underarter finns listade.